# 世界ジュニアスピードスケート選手権大会
世界ジュニアスピードスケート選手権大会（せかい- せんしゅけんたいかい）は、一年に一度開催されるスピードスケートの世界ジュニア選手権大会である。第1回は1972年。最初の2大会はISUジュニアスピードスケート選手権大会であったが、1974年から世界選手権として開催されるようになった。
大会はオールラウンドで行われ、男子は500m・1500m・3000m・5000m、女子は500m・1000m・1500m・3000mのそれぞれ4種目を滑り、タイムを得点に換算した合計ポイントで総合順位を争う。その場合の得点は、500mがタイムそのまま、それ以外の距離ではタイムを500mに換算（たとえば5000mならばタイム÷10）したものとなり、合計ポイントが少ない者が上位となる。

## 歴代日本人総合優勝者

### 男子
- 川原正行（1975年）
- 大村正彦（1987年）
- 土井槙悟（2001年）

### 女子
- 田中絵美（1988年）
- 根本奈美（1992年）
- 清水美映（1994年）
- 外ノ池亜希（1998年）
- 石野枝里子（2004年）
- 髙木美帆（2012年、2013年）